# Плавання на відкритій воді на Чемпіонаті світу з водних видів спорту 2017 — 25 км (чоловіки)
Заплив на відкритій воді на дистанції 25 кілометрів серед чоловіків на Чемпіонаті світу з водних видів спорту 2017 відбувся 21 липня.

## Результати
Заплив відбувся о 08:30.
| Місце | Плавець             | Країна             | Час           |
| ----- | ------------------- | ------------------ | ------------- |
| 1     | Аксель Реймон       | Франція            | 5:02:46.4     |
| 2     | Маттео Фурлан       | Італія             | 5:02:47.0     |
| 3     | Євген Дратцев       | Росія              | 5:02:49.8     |
| 4     | Сімоне Руффіні      | Італія             | 5:02:53.1     |
| 5     | Чіп Петерсон        | США                | 5:03:43.0     |
| 6     | Гергелі Дьюрта      | Угорщина           | 5:04:00.7     |
| 7     | Віталій Худяков     | Казахстан          | 5:04:36.1     |
| 8     | Сергій Большаков    | Росія              | 5:04:49.8     |
| 9     | Марсель Шутен       | Нідерланди         | 5:04:53.0     |
| 10    | Андреас Вашбургер   | Німеччина          | 5:06:14.1     |
| 11    | Зерен Майсснер      | Німеччина          | 5:06:20.4     |
| 12    | Євгеній Поп Ачев    | Північна Македонія | 5:06:23.4     |
| 13    | Аллан до Кармо      | Бразилія           | 5:06:55.7     |
| 14    | Сантьяго Ендеріка   | Еквадор            | 5:08:54.8     |
| 15    | Йосуке Міямото      | Японія             | 5:11:32.1     |
| 16    | Шахар Ресман        | Ізраїль            | 5:11:35.1     |
| 17    | Ювал Сафра          | Ізраїль            | 5:12:26.5     |
| 18    | Матей Козубек       | Чехія              | 5:13:17.0     |
| 19    | Тайкі Нонака        | Японія             | 5:13:35.5     |
| 20    | Гільєрмо Бертола    | Аргентина          | 5:13:46.9     |
| 21    | Джек Бразьє         | Австралія          | 5:16:35.0     |
| 22    | Віктор Колонезе     | Бразилія           | 5:27:14.2     |
| 23    | Хатем Абдельхалек   | Туніс              | 5:42:50.7     |
| 24    | Салех Мохаммад      | Сирія              | 5:47:08.2     |
| 25    | Кенессари Кененбаєв | Казахстан          | 5:49:57.5     |
| —     | Сімон Ламар         | США                | Не фінішували |
| —     | Кріштоф Рашовскі    | Угорщина           | Не фінішували |
| —     | Логан Фонтен        | Франція            | Не фінішували |